# Заделенов Сергій Олександрович
Сергій Олександрович Заделенов (біл. Сяргей Аляксандравіч Задзялёнаў; 27 лютого 1976, м. Новополоцьк, СРСР) — білоруський хокеїст, центральний нападник. Виступає за Хімік-СКА (Новополоцьк) у Білоруській Екстралізі. Майстер спорту міжнародного класу. 
Вихованець хокейної школи «Полімір» (Новополоцьк). Перші тренери — Лебедєв, Мартинов. Виступав за команди: «Полімір» (Новополоцьк), «Рубін» (Тюмень), «Динамо-Енергія» (Єкатеринбург), «Кедр» (Новоуральськ), ХК «Гомель», «Юність» (Мінськ), «Нафтохімік» (Нижньокамськ), «Динамо» (Мінськ), «Шахтар» (Солігорськ).
У складі національної збірної Білорусі провів 114 матчів (19+51);  учасник зимових Олімпійських ігор 2010 (4 матчі, 0+0), учасник чемпіонатів світу 2002 (дивізіон I), 2003, 2004 (дивізіон I), 2005, 2006, 2007, 2008 і 2010. У складі молодіжної збірної Білорусі учасник чемпіонату світу 1996 (група C).
Досягнення
- Чемпіон Білорусі (2003, 2005, 2011), срібний призер (1995, 2006), бронзовий призер (2004)
- Срібний призер чемпіонату СЄХЛ (2004)
- Володар Кубка Білорусі (2004-травень, 2004-серпень, 2007, 2010)
- Володар Кубка Шпенглера (2009)
- Володар Континентального кубка (2011).